# Alexandra Heerbaart
Pour les articles homonymes, voir Heerbaart.
Alexandra Heerbaart née le 1er novembre 1994, est une joueuse néerlandaise de hockey sur gazon. Elle évolue au poste de gardienne de but au SCHC et avec l'équipe nationale néerlandaise.

## Carrière
- Elle a fait ses débuts en équipe première le 10 avril 2019 contre la Chine à Utrecht lors de la Ligue professionnelle 2019[1].

## Palmarès
- : 1re à la Ligue professionnelle 2019.
- : 2e à la Ligue professionnelle 2021-2022.